# کنستانتین سیمونیان
کنستانتین سمیونی سیمونیان (ارمنی: Կոնստանտին Սեմյոնի Սիմոնյան؛  زادهٔ ۳۰ اوت ۱۹۴۵) خواننده اپرا اهل ارمنستان است.

## زندگی‌نامه
وی در ۳۰ اوت ۱۹۴۵ در بخارست به دنیا آمد و از کالج دولتی موسیقی رومانوس ملیکیان و کنسرواتوار دولتی کومیتاس ایروان فارغ‌التحصیل گشت. همچنین برندهٔ جوایزی همچون هنرمند افتخاری جمهوری ارمنستان و مدال طلای وزارت فرهنگ جمهوری ارمنستان شده‌است.